# Hypselobarbus
Hypselobarbus is een geslacht van straalvinnige vissen uit de familie van karpers (Cyprinidae).

## Soorten
- Hypselobarbus curmuca (Hamilton, 1807)
- Hypselobarbus dubius (Day, 1867)
- Hypselobarbus dobsoni (Day, 1876)
- Hypselobarbus kolus (Sykes, 1839)
- Hypselobarbus kurali Menon & Rema Devi, 1995
- Hypselobarbus lithopidos (Day, 1874)
- Hypselobarbus micropogon (Valenciennes, 1842)
- Hypselobarbus mussullah (Sykes, 1839)
- Hypselobarbus periyarensis (Raj, 1941)
- Hypselobarbus pulchellus (Day, 1870)